# Xã New Folden, Quận Marshall, Minnesota
Xã New Folden (tiếng Anh: New Folden Township) là một xã thuộc quận Marshall, tiểu bang Minnesota, Hoa Kỳ. Năm 2010, dân số của xã này là 230 người.